# Testtheorien der speziellen Relativitätstheorie
Testtheorien der speziellen Relativitätstheorie stellen ein theoretisches Schema dar, um Experimente, deren Ergebnisse möglicherweise von den Vorhersagen der speziellen Relativitätstheorie abweichen, analysieren zu können.
Vor der Durchführung eines Experiments wird gewöhnlich nicht angenommen, dass die Ergebnisse automatisch mit der zu überprüfenden Theorie übereinstimmen, sondern es sollte auch angegeben werden, welche alternativen Theorien zum Zuge kommen, wenn das Experiment ein abweichendes Resultat ergibt. Das kann durch die Erstellung einer Testtheorie erreicht werden, deren Aussagen etwas weiter gefasst sind als diejenigen der zu überprüfenden Theorie. Bezogen auf die spezielle Relativitätstheorie wären dies beispielsweise verschiedene Postulate betreffend der Ausbreitung des Lichtes, die Existenz eines bevorzugten Bezugssystems wie dem Äther, oder andere Möglichkeiten der Verletzung der Lorentzinvarianz. Die bekanntesten Testtheorien sind diejenigen von Robertson (1949), und Mansouri-Sexl (1977), welche, da sie äquivalent zueinander sind, zusammen die Robertson-Mansouri-Sexl-Testtheorie bilden.
Ein anderes, weit umfassenderes Modell ist die Standardmodellerweiterung, die allerdings nicht nur auf die spezielle Relativitätstheorie beschränkt ist.

## Testtheorie von Robertson-Mansouri-Sexl (RMS)

### Übersicht
Howard P. Robertson (1949) erweiterte die Lorentz-Transformation durch die Hinzunahme weiterer Parameter
Dabei nahm er an, dass ein „bevorzugtes Bezugssystem“ (bzw. ein ruhender Äther) existiert, in welchem die Zweiweg-Lichtgeschwindigkeit (also die Geschwindigkeit vom Sender zum Empfänger und zurück) und die Einweg-Lichtgeschwindigkeit isotrop ist. Ebenso wird vorausgesetzt, dass in allen anderen Bezugssystemen die Poincaré-Einstein-Synchronisation als Methode zur Definition von Gleichzeitigkeit verwendet wird, wodurch in diesen Systemen die Einweg-Lichtgeschwindigkeit ebenso isotrop ist. Jedoch durch das Vorhandensein zusätzlicher Parameter in der Transformation, welche den Einfluss des bevorzugten Bezugssystems repräsentieren, ist die Zweiweg-Lichtgeschwindigkeit nicht isotrop.
Ein sehr ähnliches Modell wurde von Reza Mansouri und Roman Sexl (1977) entwickelt. Der Unterschied zur Robertsons Modell besteht darin, dass Mansouri und Sexl sich keineswegs auf die Poincaré-Einstein-Synchronisation beschränkten, sondern beliebige Synchronisationen zuließen. Beispielsweise benutzten sie „externe Synchronisationen“, wodurch Zeitanzeigen von Uhren eines bestimmten Bezugssystems willkürlich bevorzugt und in allen anderen Bezugssystemen ebenfalls benutzt werden. Das bedeutet, dass in diesem Modell nicht nur die Zweiweg-, sondern auch die Einweg-Lichtgeschwindigkeit anisotrop ist.
Da also die Zweiweg-Lichtgeschwindigkeit in beiden Modellen anisotrop ist, und nur diese Geschwindigkeit ohne Annahme einer bestimmten Synchronisation direkt messbar ist, sind beide Modelle experimentell äquivalent, und werden zusammen als Robertson-Mansouri-Sexl-Testtheorie (RMS) bezeichnet. Da die spezielle Relativitätstheorie hingegen eine konstante Zweiweg-Lichtgeschwindigkeit voraussagt, unterscheidet sich RMS experimentell von der speziellen Relativitätstheorie. Sollte also bei einem Experiment ein von der Lorentzinvarianz abweichendes Ergebnis gefunden werden, können durch Analyse der RMS-Parameter die näheren Eigenschaften eines etwaigen bevorzugten Bezugssystems bestimmt werden.

### Theorie
Nachfolgend wird die Notation von Mansouri und Sexl benutzt. Unter Benutzung von Einheiten, mit denen die Lichtgeschwindigkeit gleich 1 wird, wählten sie die folgenden Koeffizienten für die Transformation zwischen den Bezugssystemen:
{\displaystyle {\begin{aligned}t&=a(v)T+\varepsilon x\\x&=b(v)(X-vT)\\y&=d(v)Y\\z&=d(v)Z\end{aligned}}}
wo {\displaystyle T,X} die in einem bevorzugten Bezugssystem gemessenen Koordinaten und {\displaystyle t,x} die in einem bewegten Bezugssystem gemessenen Koordinaten sind, und {\displaystyle \varepsilon } ein von der verwendeten Synchronisation abhängiger Wert ist. Daraus folgt, dass {\displaystyle 1/a(v)} die Zeitdilatation und {\displaystyle b(v)} die Längenkontraktion repräsentiert. Wird angenommen, dass {\displaystyle 1/a(v)=b(v)=1/{\sqrt {1-v^{2}}}}, {\displaystyle d=0}, und {\displaystyle \varepsilon (v)=-v}, ergeben sich automatisch die Lorentz-Transformationen. Der Zweck dieser Testtheorie ist also, Messungen von a(v) und b(v) zu bewerten, und festzustellen wie nahe sie den Werten kommen, welche bei Gültigkeit der Lorentz-Transformation bestehen. Darüber hinaus ließen sie beliebige Werte von {\displaystyle \varepsilon }, also beliebige Synchronisationen, zu. Diese sind:
1. Interne Uhrensynchronisation: Dazu gehören die Poincaré-Einstein-Synchronisation und die Methode des „langsamen Uhrentransportes“ (verschiedene Uhren werden durch eine mit verschwindend geringer Geschwindigkeit bewegten Uhr synchronisiert).
2. Externe Uhrensynchronisation: Dabei schlugen sie das Bezugssystem, in dem die CMBR isotrop ist, als Test-Äthersystem vor und benutzten die Uhren dieses Bezugssystems, um die Uhren aller anderen Bezugssysteme zu synchronisieren. Das bedeutet, dass die Uhren aller Bezugssysteme synchron sind (keine Relativität der Gleichzeitigkeit).

Sie kamen zum Ergebnis, dass alle diese Synchronisationen nur dann zueinander äquivalent sind, solange die Zeitdilatation exakt gilt (also {\displaystyle 1/a(v)=1/{\sqrt {1-v^{2}}}}), unabhängig davon ob ein Äther existiert oder nicht. Mansouri/Sexl stellten dabei die „bemerkenswerte“ Tatsache fest, dass eine Theorie, welche auf „absoluter“ Gleichzeitigkeit beruht, äquivalent zur SRT sein kann.
Mansouri/Sexl, und praktisch alle modernen Physiker, sind allerdings weiterhin der Meinung, dass die spezielle Relativitätstheorie und die Lorentzsymmetrie zu bevorzugen seien, da ansonsten die Äquivalenz der Inertialsysteme zerstört wäre, oder genauer gesagt, dass die beobachtete Äquivalenz ansonsten nur eine scheinbare wäre. Das macht Modelle wie die lorentzsche Äthertheorie unter Berücksichtigung von Ockhams Prinzip derart unwahrscheinlich, dass sie praktisch nicht mehr in der Fachwelt vertreten werden.

### Experimente mit RMS
Testtheorien der speziellen Relativitätstheorie werden gegenwärtig häufig zur Bewertung experimenteller Tests von Verletzungen der Lorentzinvarianz, welche sich möglicherweise aus einer Quantengravitation ergeben, benutzt. Die Parameter gemäß dem RMS-Schema nehmen dabei für Größen zweiter Ordnung in v/c folgende Gestalt an:
{\displaystyle a(v)\sim 1+\alpha v^{2}/c^{2}\,}, Zeitdilatation
{\displaystyle b(v)\sim 1+\beta v^{2}/c^{2}\,}, Länge in Bewegungsrichtung
{\displaystyle d(v)\sim 1+\delta v^{2}/c^{2}\,}, Länge senkrecht zur Bewegungsrichtung
Abweichungen von der Zweiweg-Lichtgeschwindigkeit ergeben sich mit
{\displaystyle {\frac {c}{c'}}\sim 1+\left(\beta -\delta -{\frac {1}{2}}\right){\frac {v^{2}}{c^{2}}}\sin ^{2}\theta +(\alpha -\beta +1){\frac {v^{2}}{c^{2}}}}
wo {\displaystyle c} die Lichtgeschwindigkeit im bevorzugten System, {\displaystyle c'} die Lichtgeschwindigkeit im bewegten System im Winkel {\displaystyle \theta \,} ist. Die Werte bei Gültigkeit der speziellen Relativitätstheorie sind {\displaystyle \alpha =-{\tfrac {1}{2}},\ \beta ={\tfrac {1}{2}},\ \delta =0}, und folglich {\displaystyle c/c'=1\,}.
Einige fundamentale und häufig wiederholte Experimente, die bei diesen Bewertungen eine besondere Rolle spielen, sind folgende:
- Michelson-Morley-Experiment, mit dem die Richtungsabhängigkeit der Lichtgeschwindigkeit bezüglich eines bevorzugten Bezugssystems getestet wird. Aktuelle Präzision:[10] {\displaystyle \left(\beta -\delta -{\tfrac {1}{2}}\right)=(4\pm 8)\times 10^{-12}\,}.

- Kennedy-Thorndike-Experiment, mit dem die Abhängigkeit der Lichtgeschwindigkeit von der Relativgeschwindigkeit des Apparats bezüglich eines bevorzugten Bezugssystems getestet wird. Aktuelle Präzision:[11] {\displaystyle (\alpha -\beta +1)=-4.8(3.7)\times 10^{-8}\,}.

- Ives-Stilwell-Experiment, mit dem der relativistische Dopplereffekt, und damit die Zeitdilatation nachgewiesen wird. Aktuelle Präzision:[12] {\displaystyle \left|\alpha +{\tfrac {1}{2}}\right|\leq 8.4\times 10^{-8}\,}

Die Kombination aller drei Experimente, zusammen mit der Poincaré-Einstein-Synchronisation, ist notwendig um alle Parameter der Lorentz-Transformation abzuleiten. Michelson-Morley-Experimente testen die Kombination aus β und δ, Kennedy-Thorndike-Experimente testen die Kombination aus α und β. Um die einzelnen Werte zu erhalten, muss allerdings eine der Größen direkt gemessen werden. Das geschieht beispielsweise mit dem Ives-Stilwell-Experiment, wodurch α in Übereinstimmung mit der Zeitdilatation gemessen wird. β kann nun mittels Kennedy-Thorndike, und folglich δ mittels Michelson-Morley bestimmt werden.
Zusätzlich zu diesen Experimenten zur Messung von Effekten zweiter Ordnung in v/c, diskutierten Mansouri und Sexl auch Experimente zur Messung von Effekten erster Ordnung in v/c. Diese Tests wurden von ihnen als „Messungen der Einweg-Lichtgeschwindigkeit“ bezeichnet. Dabei soll die Äquivalenz der beiden internen Synchronisationen, nämlich der durch langsamen Uhrentransport und der durch Licht, geprüft werden. Sie betonten allerdings, dass das negative Ergebnis selbst dieser Tests mit Äthertheorien verträglich sind, in denen relativ zum Äther bewegte Körper der Zeitdilatation unterworfen sind. Viele sprechen allerdings bei diesen Messungen nicht mehr von „Einweg-Lichtgeschwindigkeit“, weil die Ergebnisse auch verträglich sind mit externer Synchronisation und anisotroper Einweg-Lichtgeschwindigkeit. Das heißt, sie sind verträglich mit allen Modellen, in denen die Zweiweg-Lichtgeschwindigkeit isotrop ist und die Zweiweg-Zeitdilatation bewegter Körper denselben Wert annimmt.

## Standardmodellerweiterung (SME)
Ein anderes, sehr viel weiter gehendes Modell zur Überprüfung von experimentellen Abweichungen gegenüber diversen Standardtheorien ist die Standardmodellerweiterung (SME = Standard Model Extension), die u. a. durch Alan Kostelecky entwickelt wurde.
Im Gegensatz zur Testtheorie von Robertson-Mansouri-Sexl (RMS), die kinematischer Natur ist und auf die spezielle Relativitätstheorie beschränkt ist, werden in der SME zusätzlich die Formalismen der dynamischen Effekte des Standardmodells und der allgemeinen Relativitätstheorie durch Einführung zusätzlicher, lorentzverletzender Parameter erweitert. Die RMS-Testtheorie ist dabei vollständig in der SME enthalten, jedoch enthält Letztere eine weitaus größere Anzahl von Parametern, mit denen möglicherweise auftretende Verletzungen der Lorentzinvarianz und des CPT-Theorems bewertet werden können.
Alle bislang ausgeführten Experimente haben die Lorentzinvarianz bestätigt, d. h., es wurden keine Abweichungen von ihr gefunden, unabhängig davon, welche Parameter der Testtheorien herangezogen wurden.
Beispielsweise wurde eine Gruppe von SME-Parametern unter gleichzeitiger Benutzung von verschiedenen Michelson-Morley-Resonatoren auf unterschiedlichen geographischen Breiten (Berlin und Perth) auf eine Genauigkeit von 10−16 genau überprüft.
In einer Reihe anderer Tests, beispielsweise die Hughes-Drever-Experimente, wurde eine große Anzahl weiterer Parameter ebenfalls überprüft.